# Riu Congost
El Congost és un riu de la conca del Besòs que deu el seu nom a l'estreta gorja per la qual passa, en bona part a través de la Serralada Prelitoral.

## Naixement
Neix a la Font del Regàs (Collsuspina), d'aigües provinents dels espadats occidentals de la Plana de Vic, al peu de Sant Cugat de Gavadons, en terrenys formats per gresos i margues. També rep aportacions dels vessants dels Cingles de Bertí i del Pla de la Calma.

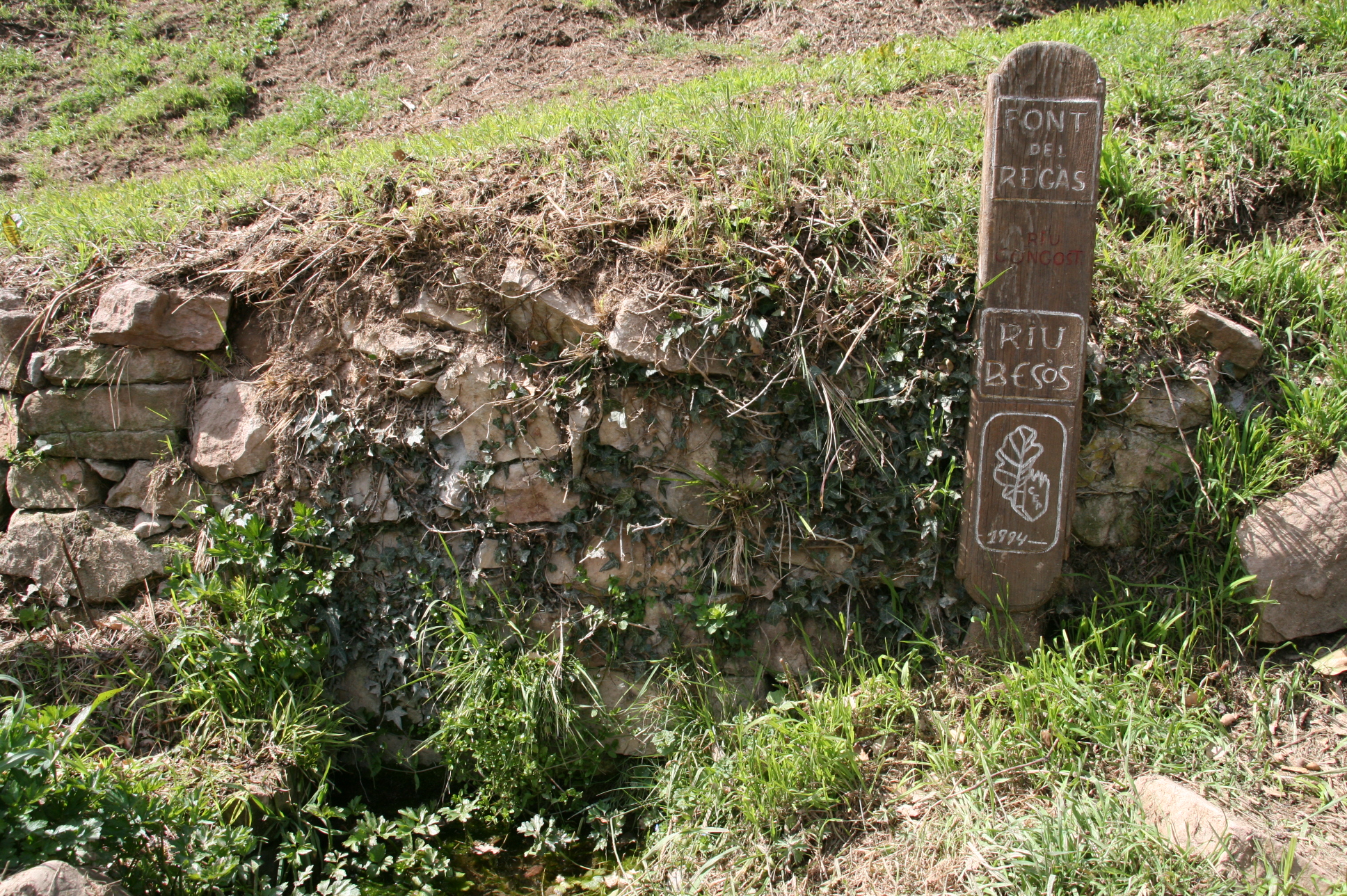
La Font del Regàs (Sant Cugat de Gavadons) és l'indret on neix el riu Congost

## Curs mitjà i desembocadura
El riu es troba en la fractura que separa el massís del Montseny dels Cingles de Bertí i que separa aquestes dues unitats muntanyoses de nord a sud. La seva acció durant segles ha aconseguit un engorjat important que comença al Gorg Negre, prop de Centelles, que continua a Aiguafreda i el Figueró per obrir-se a la plana del Vallès quan arriba a la Garriga. Després travessa tota la plana del Vallès, passant per Granollers, i per acabar formant el Besòs en la seva confluència amb el Mogent, que li ve a l'esquerra, a l'alçada de Montmeló. No té afluents d'importància, però molts d'ells es troben, també, engorjats.

## Característiques fluvials
En total, el Congost té una llargada de 41 quilòmetres i una conca de 225 km², mentre que la seva mitjana de cabal és de 0,56 m³/s. Habitualment, els mesos de març, maig i setembre és quan hi baixa més aigua, marcant mínims al mes d'agost. Per la seva ubicació, es tracta d'un curs d'aigua de règim mediterrani, per tant, no sorprèn que pateixi crescudes ràpides (les rierades) quan hi ha tempestes fortes, retornant al seu cabal habitual en poques hores. Això ha fet que en moltes zones es trobi canalitzat per evitar els desbordaments. En la crescuda del 10 d'octubre de 1994, el mesurador de la Garriga va registrar un cabal de 750 m³/s.

## Aprofitament del riu
L'aprofitament hidràulic havia tingut una certa importància antigament, mitjançant l'ús de molins i en els conreus, però la progressiva industrialització de molts pobles del seu curs ha fet que el seu paper disminueixi.
La seva riba és, encara, el millor eix de comunicacions entre el Vallès i Osona, com ho demostren el pas del ferrocarril de Barcelona a Vic i Puigcerdà i la carretera C-17 (abans N-152), gairebé sempre paral·lela al traçat ferroviari.